# Quần đảo Australes
Quần đảo Australes (tiếng Pháp: Îles Australes hay Archipel des Australes) là nhóm đảo cực nam tại Polynésie thuộc Pháp, một cộng đồng hải ngoại của Pháp tại châu Đại Dương. Về mặt địa lý, nhóm đảo được chia thành hai quần đảo riêng biệt, ở tây bắc là quần đảo Tubuai (tiếng Pháp: Îles Tubuaï) với các đảo Îles Maria, Rimatara, Rurutu, bản thân đảo Tubuai và Raivavae hay Raevavae, và ở phía đông nam là quần đảo Bass (tiếng Pháp: Îles basses) gồm đảo chính Rapa Iti và đảo nhỏ Marotiri. Các hòn đảo Maria và Marotiri không có cư dân cố định. Một vài hòn đảo có những đảo nhỏ hay đá không có người cư trú bên bờ biển. Quần đảo Australes có dân số khoảng 6.300 trên một diện tích 150 km². Thủ phủ hành chính của quần đảo Australes là Tubuai.